# Jurdan Popow
Jurdan Milanow Popow (auch Yurdan Milanov Popov geschrieben, bulgarisch Юрдан Миланов Попов; * 26. Dezember 1867 in Elena, heute in Bulgarien; † 8. Februar 1932 in Sofia) war ein bulgarisch-österreichischer Architekt.

## Leben
Judan Popow wurde in der im Balkangebirge gelegene Stadt Elena geboren. Sein Vater Milan Popow war in Elena, das ein kulturelles Zentrum der Bulgarischen Wiedergeburtszeit war, Kaufmann und Lehrer an der dortigen Klassenschule, die von Iwan Momtschilow, Vater des Architekten Petko Momtschilow gegründet wurde. Nach dem Abschluss der Grundschule wurde Judan 1884 ins nah gelegene Gabrowo geschickt, wo er 1885 mit Auszeichnung das elitäre Aprilow-Gymnasium abschloss. Zwischen 1886 und 1893 studierte Jurdan Architektur an der Technischen Hochschule in Wien als Stipendiat des bulgarischen Unterrichtsministeriums. In Wien studierte er gemeinsam mit Christo Kowatschewski und nahm im Jahre 1892 den in Wien angereisten Georgi Fingow auf. Als Student arbeitete Popow am Büro seines Professors und bekannten österreichischen Architekten Karl König. Das letzte Jahr seines Studiums ist Jurdan Popow Assistent am Lehrstuhl für Architektur der Antike und der Renaissance bei Karl König.
Nach dem Abschluss seines Studiums kehrte Popow nach Bulgarien zurück, wo er bis 1921 als Angestellter des Ministeriums für öffentliche Bauten, Straßen und Städtebau in der bulgarischen Hauptstadt Sofia tätig war. In dieser Funktion erarbeitete er gemeinsam mit den Architekten G. Nenow und Petko Momtschilow das Gesetz für die Planung der Ortschaften in Bulgarien. Zwischen 1893 und 1896 war Popow zunächst Inspektor für Städtebau und ab 1896 bis 1906 Stellvertretender Abteilungsleiter und ab 1906 Abteilungsleiter der Abteilung für Architektur beim Ministerium. Zwischen 1894 und 1895 leitete Popow den Bau des Krankenhauses „Evlogi und Hristo Georgievi“ (auch als Das bulgarisch Krankenhaus bekannt) in Istanbul. Gemeinsam mit Momtschilow leitete Popow zwischen 1899 und 1903 den Umbau der Schwarzen Kodscha-Derwisch-Moschee des osmanischen Meisterarchitekten Mimar Sinan in Sofia und ihre Adaptierung zur Kirche Sweti Sedmotschislenizi.
1900 leitete Popow den bulgarischen Pavillon bei auf der Weltausstellung in Paris. Ab 1896 war er Mitglied und ab 1912 Vorsitzender des Komitees für die Errichtung der Alexander-Newski-Gedächtniskirche in Sofia. In den letzten zwei Jahren vor seine Pensionierung 1921 war Popow Chefinspektor für Architektur im zuständigen Ministerium.
Nach seiner Pensionierung wurde Popow Direktor der Keramischen AG „Struma“. In der folgenden Zeit war er mit dem Architekten Georgi Fingow beim Bau der Gebäude der Beamtenversicherungsgesellschaft, der Bulgarischen Handelsbank und des Phönix-Palace (der Phönix Versicherung) beteiligt. Außerdem überarbeitete er den Entwurf der Architekten A. Breancone und N. Lazarow und zeichnete die Ausführungspläne für das Rektorat der Universität Sofia. Zwischen 1922 und 1923 war Popow Chefarchitekten der Stiftung „Evlogi und Hristo Georgievi“ für den Bau der Universität von Sofia und ab 1924 leitete er den Bau des Rektorats.
Jurdan Popow starb am 8. Februar 1932 nach einer Erkältung auf der Baustelle des Rektorats. Er vererbte sein Vermögen dem bulgarischen Staat.

## Bekannte Werke

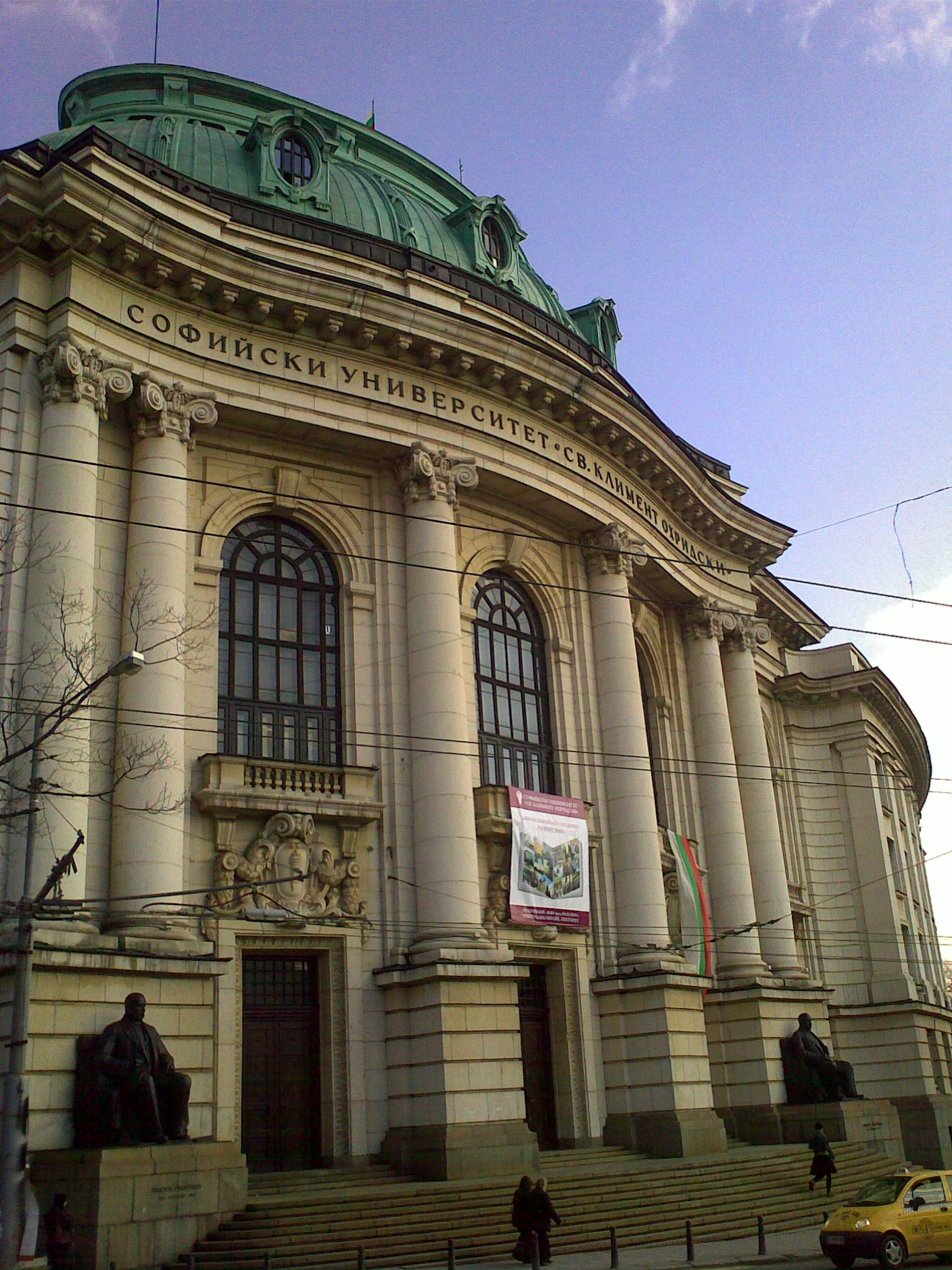
Haupteingang der Universität Sofia

- Zentrales Post- und Telegraphenamt (1893) in Sofia
- Knabengymnasium (1893–1898) in Russe
- Mädchengymnasium mit Pension (1893–1898, heute Archäologisches Museum) in Warna
- Bulgarisches Krankenhaus „Evlogi und Hristo Georgievi“ (1893–1905) in Istanbul
- Verwaltungsgebäude und Kliniken des Alexandrov-Krankenhauses (1895–1900, mit Petko Momtschilow) in Sofia
- Kraftwerk des fürstlichen Schlosses, Sofia
- Entbindungsheim „Maitschin dom“ (1898–1914, in Unterstützung von Momtschilow), Sofia
- Kirche Sweti Sedmotschislenizi (1899–1903, Umbau und Adaptierung der „Schwarzen“ Kodscha-Derwisch-Moschee von Mimar Sinan mit Momtschilow)
- Gebäude der Hl. Synode (1904–1912) in Sofia
- Hauptgebäude der St.-Kliment-Ohridski-Universität Sofia